# Урочище Кизил-Коба
Уро́чище Кизи́л-Коба́ (укр. Урочище Кизил-Коба, крымскотат. Qızıl Qoba ayırığı, Къызыл Къоба айырыгъы) — ландшафтно-рекреационный парк, расположенный на территории Симферопольского района. Площадь — 102 га. Землепользователь — Министерство экологии и природных ресурсов Республики Крым, Государственное автономное учреждение Республики Крым «Управление особо охраняемыми природными территориями Республики Крым».

## История
Ландшафтно-рекреационный парк был создан Постановлением верховной Рады автономной республики Крым от 21.12.2011 № 643-6/11 «О расширении и упорядочении сети территорий и объектов природно-заповедного фонда местного значения в Автономной Республике Крым».
Является ландшафтно-рекреационным парком регионального значения, согласно Распоряжению Совета министров Республики Крым от 5 февраля 2015 года № 69-р Об утверждении Перечня особо охраняемых природных территорий регионального значения Республики Крым.
Приказом министерства экологии и природных ресурсов Республики Крым от 28.11.2016 № 2468 "Об утверждении Положения о ландшафтно-рекреационном парке регионального значения Республики Крым «Урочище „Кизил-Коба“», было определено зонирование парка.

## Описание
Парк создан с целью сохранения в природном состоянии типичных и уникальных природных и историко-культурных комплексов и объектов, а также обеспечения условий для эффективного развития туризма, организованного отдыха и рекреационной инфраструктуры в природных условиях с соблюдением режима охраны заповедных природных комплексов и объектов, содействия экологическому образованию и воспитанию населения.
Расположен на западном склоне Долгоруковской яйлы в верховьях реки Кизилкобинка (Краснопещерная), что на территории Добровского сельского поселения за границами населённых пунктов северо-восточнее села Перевальное. В границах парка расположен памятник природы Кызыл-Коба, который включает одноименного комплекс пещер. Река Кизилкобинка имеет несколько приток на территории парка.
Парк имеет функциональное зонирование: заповедная, регулируемой рекреации, стационарной рекреации, хозяйственная зоны.
Ближайший населённый пункт — село Перевальное, город — Симферополь.

## Природа
Территория имеет важное историко-археологическое значение.
В урочище и его окрестностях зарегистрированы 35 редких и охраняемых видов растений, в том числе 21 вид занесён в Красную книгу Украины, 16 видов — эндемики Крыма. Фаунистический комплекс насчитывает 23 вида животных, занесенных в Красную книгу Украины, не менее 20 видов — эндемики Крыма.